# Agricultura en Andalucía

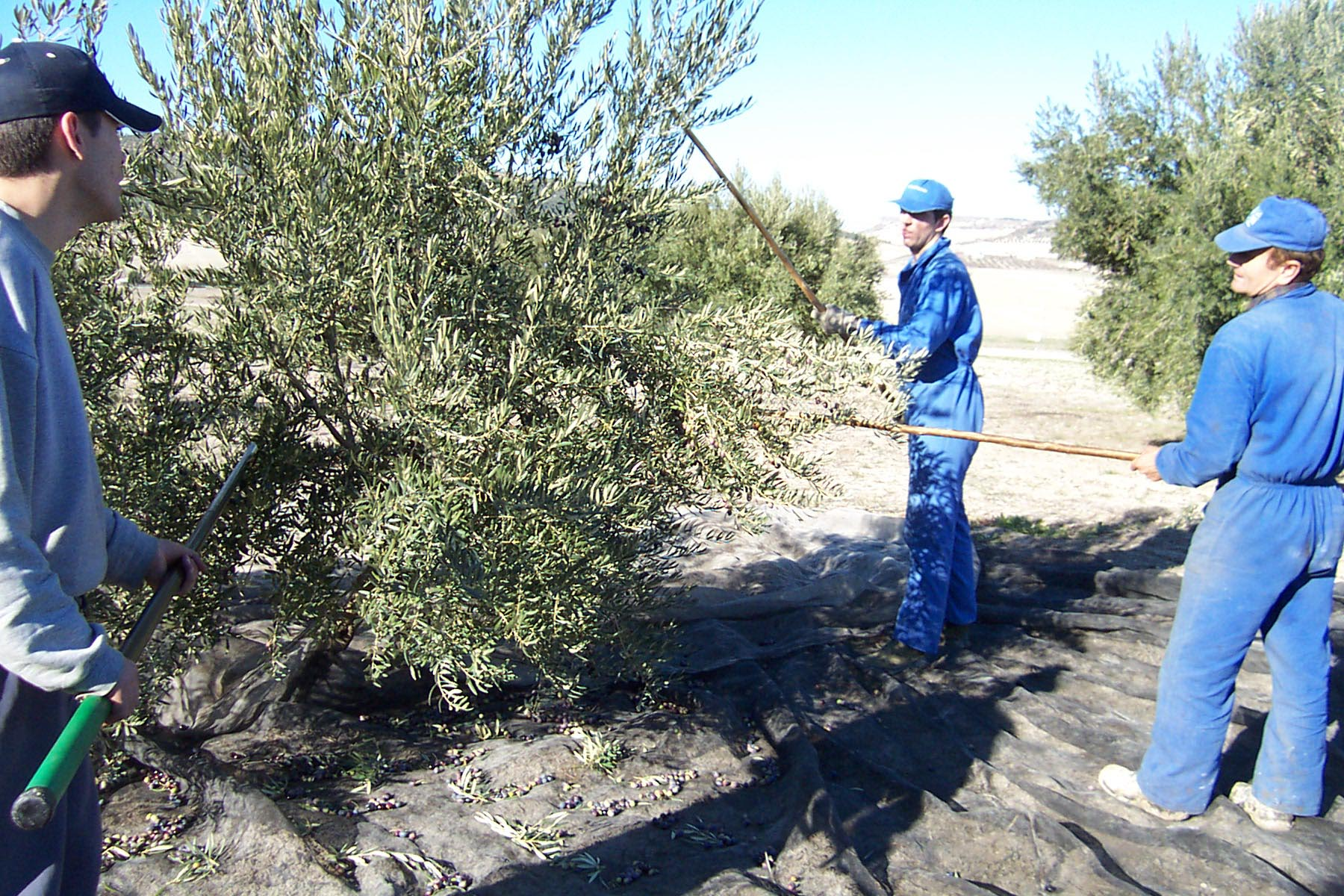
Aceituneros en Jaén.

La agricultura en Andalucía se ha basado tradicionalmente en el cultivo del trigo, el olivo y la vid, la llamada tríada mediterránea. La sociedad andaluza ha sido durante siglos mayoritariamente agraria. Atendiendo a su uso, las 8.737.052 ha del territorio andaluz se dividen en tierras de cultivo (3.996.217 ha), prados y pastizales (843.698 ha), terrenos forestales (2.557.668 ha) y otras superficies (1.339.469 ha).

## La agricultura
En la mayor parte de la región predominan las grandes explotaciones agrícolas o latifundios, como son las alquerías, los cortijos y las haciendas. Los labriegos y jornaleros encargados de trabajar estas extensas tierras se concentraban en grandes núcleos de población distantes entre sí. Este modelo de ordenación del territorio condicionado por la labor agrícola tradicional se da sobre todo en los antiguos reinos de Jaén, Córdoba y Sevilla. El alfoz de la ciudad de Sevilla, en que se incluye el Aljarafe, es una buena muestra de ello. 
La pequeña propiedad agraria o minifundio no tiene una presencia significativa en la región, salvo en determinadas zonas del antiguo Reino de Granada, donde existen dos comarcas especialmente importantes desde el punto de vista agrícola: la Vega de Granada y las Alpujarras. Además, las huertas costeras del litoral atlántico y mediterráneo presentan una mayor diversidad de cultivos y de usos tradicionales, ejemplo de lo cual son las huertas granadinas y malagueñas donde se cultivaban frutales y caña de azúcar y los navazos y la mayetería de la provincia de Sevilla

## Cultivos más importantes
El cultivo del trigo, extendido por gran parte del territorio, destaca sobre todo en las grandes campiñas del Valle del Guadalquivir. El olivo se cultiva en numerosas comarcas andaluzas, predominando en toda la provincia de Jaén. La vid se cultiva extensamente en varias zonas como el Marco de Jerez, El Condado de Huelva, Montilla-Moriles y en Málaga. 
En las últimas décadas los cultivos tradicionales han ido retrocediendo en el interior en favor de los cultivos intensivos y extensivos de trigo, arroz, remolacha, algodón y girasol. Del mismo modo se han extendido los cultivos bajo plástico en invernaderos, destacando los cultivos hortícolas del Poniente Almeriense y la floricultura en Chipiona y su entorno. En la zona litoral el retroceso de los cultivos tradicionales ha sido impuesto sobre todo por la urbanización masiva.

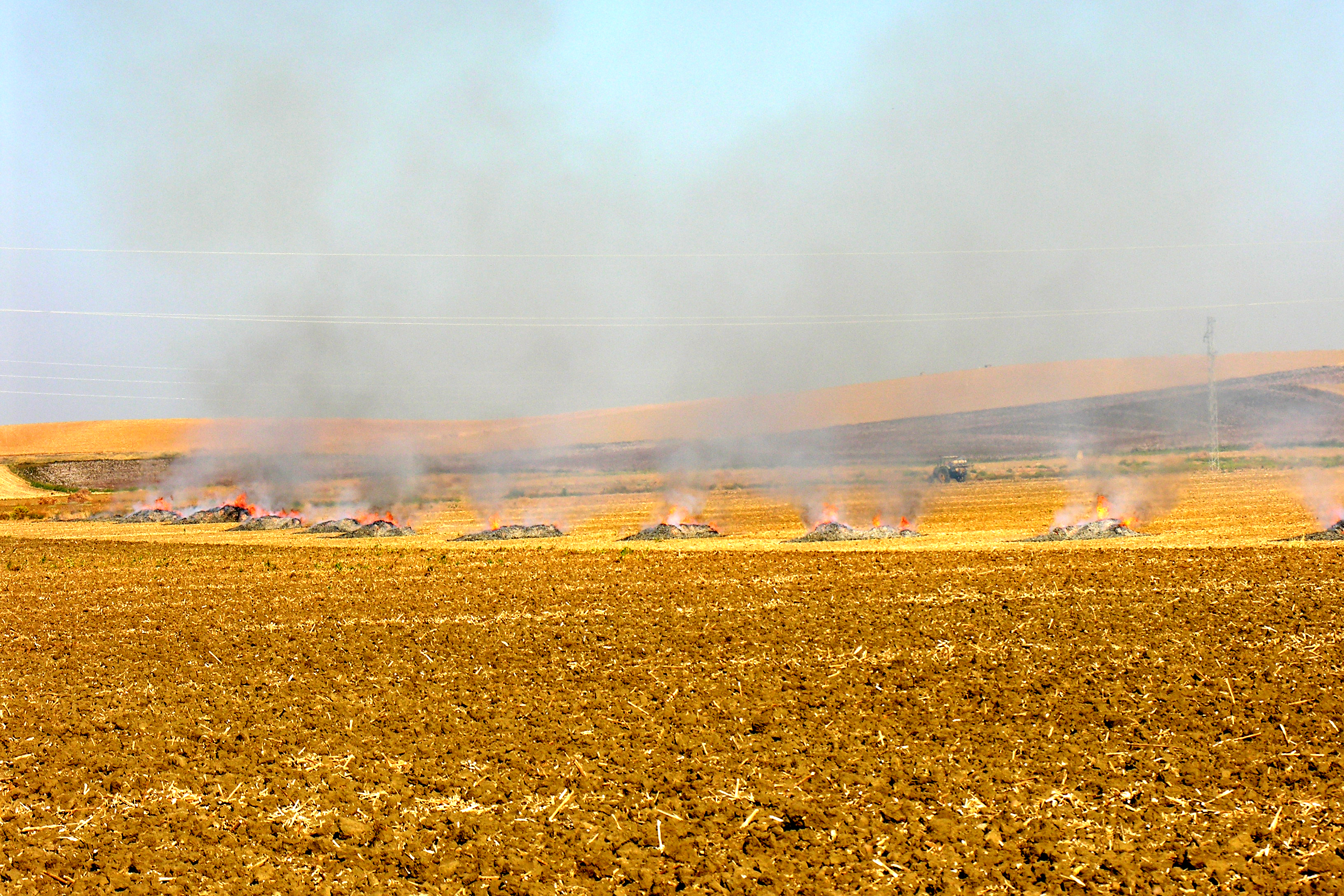
Campos de algodón en Écija.

Según el balance agrario 2006 de la Junta de Andalucía, la aportación de cada uno de los cultivos a la producción agrícola andaluza ha sido:
- Aceite de oliva 22%
- Hortalizas 29%
- Frutas 20%
- Producción animal 13% aproximadamente
- Cereales 6%
- Plantas industriales 4%
- Servicios y otros 3%
- Patata 1%
- Plantas forrajeras 1%
- Otros 1%

## El aceite de oliva

Denominaciones de origen del aceite de oliva en Andalucía.

El andaluz es uno de los pueblos cuya cultura está más íntimamente ligada al aceite de oliva. Andalucía es la principal zona productora de aceite de oliva del mundo. 
La producción andaluza en la campaña 2005/2006 se estima que sería de 565000 t, es decir entre un 65% y un 80% de la producción española (dependiendo de si tomamos como referencia los datos del Consejo oleicola mundial o los aportados por el consejero andaluz de agricultura y pesca) y un 22% de la mundial. A pesar de lo relevante de estos datos, no muestran verazmente el peso específico de Andalucía en la producción mundial, ya que la campaña 2005/2006 ha sido catastrófica para el olivar andaluz. A pesar de ser un mal año para la producción andaluza, solo la producción italiana sería superior a la andaluza (lo cual no ocurre desde hace bastantes años), siendo superior la producción andaluza a la griega y a todas las demás del mundo. 
Los datos por provincias son asimismo significativos, pues en un mal año como éste, tan solo la provincia de Jaén como campeona en producción, con más de 250.000 t se situaría en tercer puesto mundial, solo por detrás de Italia y Grecia. Hay que tener en cuenta que la media de Jaén de los últimos años supera las 600.000 toneladas. Pero dentro de Jaén, el récord absoluto recae sin duda sobre la comarca de La Loma, convertida en un mar de olivos. La Loma abarca por sí sola más de la cuarta parte de la producción de aceite de oliva de la provincia de Jaén y por ende lidera la cuota de España. Los municipios jiennenses que destacan mundialmente por el ingente volumen que producen, son por éste orden: Martos, Úbeda, Villacarrillo, Baeza, y Vilches. 
Las siguientes provincias andaluzas con mayor producción oleícola después de Jaén son Córdoba (con los núcleos productores de Baena y Priego de Córdoba) (170.000 toneladas), Granada (56.000), Sevilla (49.725) y Málaga (42.000). Las que poseen menor cuota de producción son Almería (8.263); Cádiz (4.800) y Huelva (4.100).